# Aristotele di Mitilene
Aristotele o Aristocle di Mitilene (Mitilene, II secolo – ...) è stato un filosofo greco antico, della scuola peripatetica.
Vissuto all'epoca di Galeno, secondo cui ebbe in essa «un ruolo di primo piano», si ritiene potesse essere maestro di Alessandro di Afrodisia.

## Il dibattito sulla sua identità
Una tradizione riferisce come vero nome del filosofo quello di Aristocle di Messene, che sarebbe stato l'autentico maestro di Alessandro di Afrodisia.
Paul Moraux sulla base di un'ampia documentazione esclude la validità di questa teoria.
A partire dal XVI secolo il nome del maestro di Alessandro d'Afrodisia è stato corretto in Aristocles, e la modifica è stata accettata soprattutto per l'autorità di Eduard Zeller.
Nel 1967 P. Moraux ha invece identificato tale maestro appunto con Aristotele di Mitilene.